# Ron Leibman
Ron Leibman (ur. 11 października 1937 w Nowym Jorku, zm. 6 grudnia 2019 tamże) – amerykański aktor i scenarzysta, m.in. kilku odcinków kryminalnego serialu Kaz, gdzie był odtwórcą tytułowej roli. W 1993 za rolę Roya Cohna w sztuce Anioły w Ameryce otrzymał nagrodę Tony.

## Życiorys

### Wczesne lata
Urodził się w Nowym Jorku w rodzinie żydowskiej jako syn Grace (z domu Marks) i Murraya Leibmana, którzy pracowali w biznesie odzieżowym. W 1958 ukończył Ohio Wesleyan University.

### Kariera
W latach 50. był członkiem Compass Players w Chicago i wkrótce potem został przyjęty do Actors Studio. W 1963 zadebiutował na Broadwayu jako Peter Nemo w Dear Me, The Sky Is Falling. Otrzymał trzykrotnie Drama Desk Award; w 1969 za rolę sierżanta Hendersona w We Bombed in New Haven z Jasonem Robardsem, w 1970 za występ w Transfers i w 1993 za podwójną rolę Roya Cohna / Priora II w drugiej części sztuki Tony’ego Kushnera Aniołów w Ameryce: Perestroika (Angels in America: Perestroika), za którą zdobył też Tony Award.
Trafił na szklany ekran w NBC The DuPont Show of the Week (1963) jako Carmatti, a rok potem wystąpił gościnnie w jednym z odcinków serialu CBS The Edge of Night. Rola Martina 'Kaza' Kazinsky’ego, skazańca polskiego pochodzenia, który stał się prawnikiem w serialu CBS Kaz (1978-79) przyniosła mu nagrodę Emmy. Na dużym ekranie zagrał m.in. w filmach: Gdzie jest tatuś? (Where's Poppa?, 1970), Rzeźnia nr 5 (Slaughterhouse-Five, 1972), Diamentowa gorączka (The Hot Rock, 1972), Norma Rae (1979) z Sally Field i Zorro, ostrze szpady (Zorro, The Gay Blade, 1981). Za rolę Morrisa Huffnera w dramacie telewizyjnym NBC Niezwykła Wigilia (Christmas Eve, 1986) z Lorettą Young zdobył nominację do Złotego Globu dla najlepszego aktora drugoplanowego w serialu, miniserialu lub filmie telewizyjnym, a jako Freddie Ugo w komedii muzycznej Boba Clarka Kryształ górski (1984) z Sylvestrem Stallone i Dolly Parton był nominowany do Złotej Maliny jako najgorszy aktor drugoplanowy.
W sitcomie NBC Przyjaciele (Friends, 1996, 2001, 2004) wystąpił w roli doktora Leonarda Greena, ojca Rachel Green.
Był wykładowcą na wydziale aktorskim w The New School w Nowym Jorku.

## Życie prywatne
7 września 1969 r. poślubił aktorkę Lindę Lavin. Jednak 4 sierpnia 1981 r. doszło do rozwodu. 26 czerwca 1983 r. ożenił się po raz drugi z aktorką Jessicą Walter. Razem zagrali w sztuce Neila Simona Rumors oraz w jednym z odcinków serialu Prawo i bezprawie (Law & Order: Trial by Jury, 1995).
Zmarł 6 grudnia 2019 w Nowym Jorku na zapalenie płuc w wieku 82 lat.

## Filmografia

### Filmy fabularne
- 1970: Gdzie jest tatuś? (Where's Poppa?) jako Sidney Hocheiser
- 1972: Rzeźnia nr 5 (Slaughterhouse-Five) jako Paul Lazzaro
- 1972: Diamentowa gorączka (The Hot Rock) jako Stan Murch
- 1976: Won Ton Ton: Pies, który ocalil Hollywood (Won Ton Ton: The Dog Who Saved Hollywood) jako Rudy Montague
- 1979: Norma Rae jako Reuben
- 1980: Wojskowa Akademia Imprezowa (Up the Academy) jako major Vaughn Liceman
- 1981: Zorro, ostrze szpady (Zorro, The Gay Blade) jako Esteban
- 1983: Komedia romantyczna (Romantic Comedy) jako Leo Janowitz
- 1984: Kryształ górski (Rhinestone) jako Freddie Ugo
- 1986: Niezwykła Wigilia (Christmas Dove) jako Morris Huffner
- 1988: Siedem godzin do wyroku (Seven Hours to Judgment) jako David Reardon
- 1997: Noc na Manhattanie (Night Falls on Manhattan) jako Morgenstern
- 2002: Brzuchomówca (Dummy) jako Lou
- 2004: Powrót do Garden State (Garden State) jako dr Cohen

### Seriale TV
- 1963: The DuPont Show of the Week jako Carmatti
- 1964: The Edge of Night jako Johnny
- 1966: Hawk jako Eddie Toll
- 1978-79: Kaz jako Martin 'Kaz' Kazinsky
- 1990: Napisała: Morderstwo (Murder, She Wrote) jako Roland Trent
- 1991-92: Ocean Spokojny (Pacific Station) jako detektyw Al Burkhardt
- 1992: Napisała: Morderstwo (Murder, She Wrote) jako Darryl Heyward
- 1992: Fish Police – głos
- 1995: Prawo i bezprawie (Law & Order: Trial by Jury) jako Mark Paul Kopell
- 1995-96: Central Park West jako Allen Rush
- 1996: Przyjaciele (Friends) jako dr Leonard Green
- 1998-2002: Trzymając dziecko (Holding the Baby) jako Stan Peterson
- 2000: Prawo i bezprawie (Law & Order: Trial by Jury) jako Barry Nathanson
- 2002: Przyjaciele (Friends) jako dr Leonard Green
- 2001: Prawo i porządek: sekcja specjalna (Law & Order: Special Victims Unit) jako Stan Villani
- 2003: Kancelaria adwokacka (The Practice) jako sędzia Robert Colby
- 2004: Przyjaciele (Friends) jako dr Leonard Green
- 2006: Rodzina Soprano (The Sopranos) jako dr Lior Plepler
- 2013-2014: Archer jako Ron Cadillac (głos)